# Dum Diversas

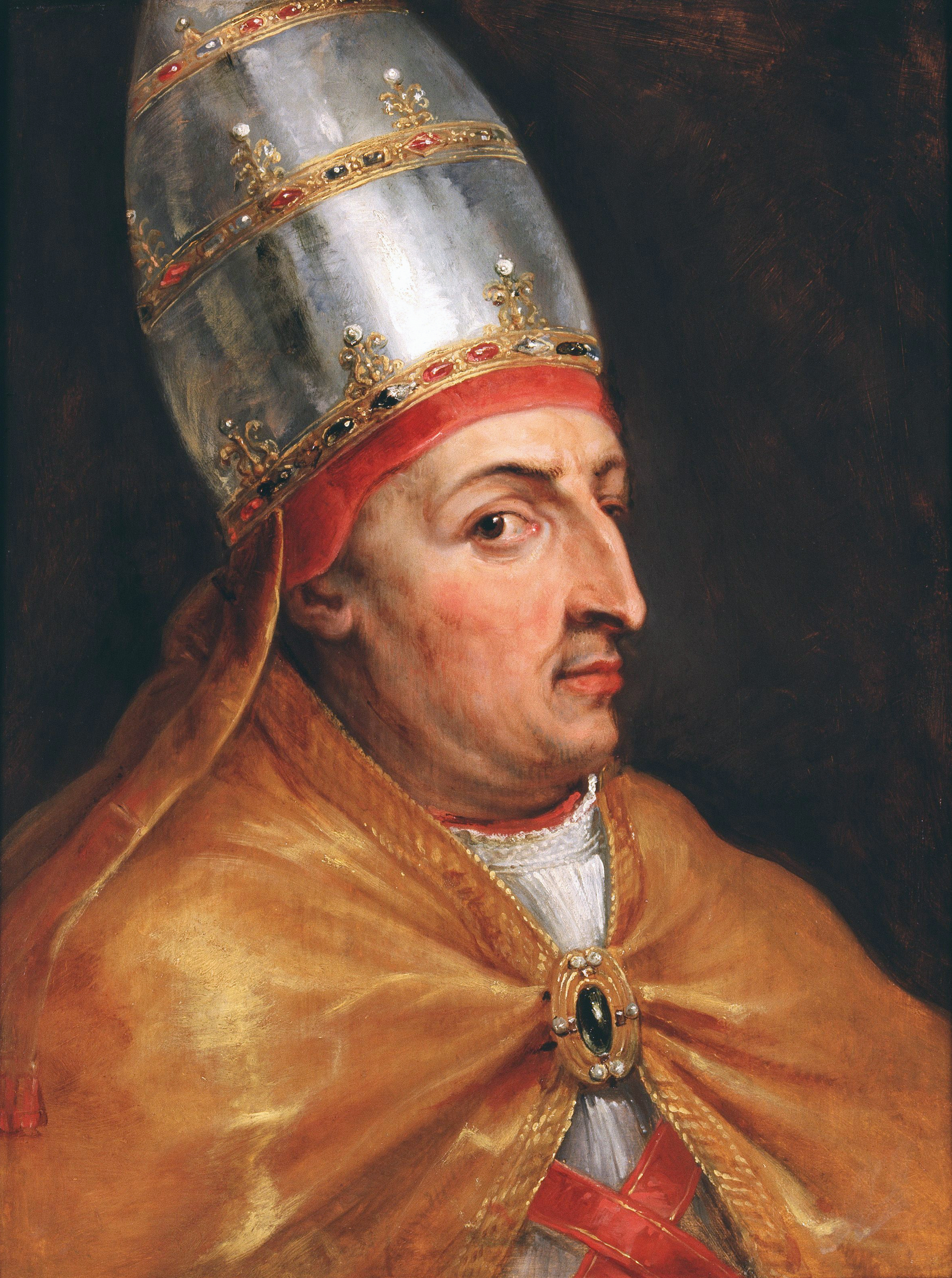
Papa Nicolás V

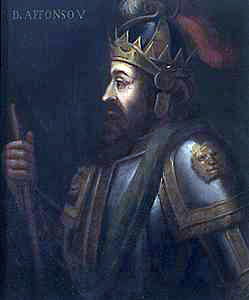
Afonso V de Portugal

Dum Diversas es una bula papal emitida el 18 de junio de 1452 por el papa Nicolás V y dirigida al rey Alfonso V de Portugal que le autorizaba a conquistar sarracenos y paganos y consignarlos a una esclavitud indefinida y que es considerada por algunos como el «advenimiento de la trata de esclavos de África Occidental».
Esta bula ha sido considerada por los historiadores como una respuesta a la amenaza de los sarracenos, cuando se produjo el gran choque cultural entre cristianos, musulmanes y paganos, conocidos y temidos por los cristianos por hacer esclavos, matando y violando. La bula tenía el objetivo final, sin embargo, de la conversión de los musulmanes y paganos esclavizados.
El papa Calixto III reiteró la bula en 1456 con Etsi cuncti, renovada por el papa Sixto IV en 1481 y el papa León X en 1514, con Precelse denotionis. El concepto de consignamiento de esferas de influencia exclusiva de determinados estados-nación se extendió a los reyes de Castilla y Aragón al continente americano en 1493 por el papa Alejandro VI con la bula Inter caetera.
Publicada un año antes de la caída de Constantinopla en 1453, la bula pudo haber sido el intento de comenzar una nueva cruzada contra el Imperio Otomano. El sobrino de Nicolás V, Loukas Notaras, fue Megas Doux del Imperio Bizantino. Algunos historiadores ven estas bulas juntas como extensión del legado teológico de las Cruzadas del papa Urbano II para justificar la colonización europea y el expansionismo, acomodando «tanto el mercado y los anhelos del alma cristiana»". Dum Diversas era esencialmente geográficamente ilimitada en su aplicación, tal vez el acto papal más importante en relación con la colonización portuguesa.
Dum Diversas dice:

Le otorgamos por estos documentos presentes, con nuestra Autoridad Apostólica, permiso pleno y libre para invadir, buscar, capturar y subyugar a sarracenos y paganos y otros infieles y enemigos de Cristo dondequiera que se encuentren, así como sus reinos, ducados, condados, principados, y otros bienes [...] y para reducir sus personas a la esclavitud perpetua
(...) nós lhe concedemos, por estes presentes documentos, com nossa Autoridade Apostólica, plena e livre permissão de invadir, buscar, capturar e subjugar os sarracenos e pagãos e quaisquer outros incrédulos e inimigos de Cristo(...).

Sarracenos (del griego sarakenoi) era una de las maneras en que los cristianos medievales designaban a los árabes o a los musulmanes. (Las palabras «Islam» y «musulmán» se introdujeron en los idiomas europeos en el siglo XVII.)

## Argumentos esclavistas
Para entender el por qué el papa Nicolás V emitió esta bula, hay que recordar lo que los musulmanes hacían a los cristianos en Europa: en primer lugar, el comercio negrero era hecho por los propios negros en África muchos siglos antes de la llegada de los blancos europeos a África, y las tribus, reinos e imperios negros africanos practicaban ampliamente el esclavismo, al igual que otros grupos étnicos musulmanes. Estos eran vendidos por los propios africanos, que tenían los principales mercados de todo el interior del continente, abastecidos por las guerras entre las tribus con secuestros al azar.
Los musulmanes ("sarracenos") esclavizaban europeos desde el inicio de la expansión del Islam, pero no tendría su cúspide hasta el comercio berberisco de esclavos conocido como «trata de blancos», cuando piratas musulmanes arrasaban los pueblos costeros de Europa para capturar principalmente cristianos para esclavizarlos con el pleno apoyo africano. Esto puede ser fácilmente comprobado, por ejemplo, con la descripción del «Imperio de Malí» hecha por el cronista musulmán Ibn Batuta (1307-77), uno de los grandes viajeros de la Edad Media, y el testimonio de Al-Hasan (1483-1554) en Tombuctú, la capital del imperio de Songhai.

## Limitaciones posteriores
En 1537 el papa Pablo III condenó el esclavismo «injusto» de los no cristianos en Sublimus Dei pero sancionó la esclavitud en Roma en 1545 (debido al gran número de indigentes en las calles), la esclavitud de Enrique VIII en 1547 y la compra de esclavos musulmanes en 1548. En 1686, el Santo Oficio limitó la bula al decretar que los africanos esclavizados por las guerras injustas debían de ser puestos en libertad.
Dum Diversas, junto con otras bulas como Romanus Pontifex (1455), Ineffabilis et summi (1497), Dudum pro parte (1516) y Aequum reputamus (1534) documentan la portuguesa ius patronatus. El papa Alejandro VI, natural de Valencia, emitió una serie de bulas que limitaban el poder portugués en favor de España, sobre todo Dudum siquidem (1493).
Algunos estudiosos han sostenido que la base de la «doctrina del descubrimiento» se encuentra en documentos papales como Dum Diversas, o en las bulas Inter Caetera (1452) o Romanus Pontifex (1455). Pero la Iglesia católica ha rechazado que la llamada doctrina del descubrimiento forme parte de la enseñanza católica. En una nota conjunta del Dicasterio para la Cultura y la Educación y el Dicasterio para el Servicio del Desarrollo Humano Integral, publicada en 2023, se afirmó que tales documentos papales fueron escritos en un período histórico específico, que estaban más bien relacionados con cuestiones políticas, y que no llegaron a estar considerados expresiones de la fe católica. Esas bulas, que la misma Iglesia reconoce que «no reflejaban adecuadamente la igual dignidad y los derechos de los pueblos indígenas», habrían sido manipuladas «para fines políticos por las potencias coloniales que competían entre sí, para justificar actos inmorales contra las poblaciones indígenas». La nota recuerda que el magisterio de la Iglesia sostiene el respeto debido a cada ser humano, por lo que repudia la llamada doctrina del descubrimiento.